# Sesser
Sesser es una ciudad ubicada en el condado de Franklin en el estado estadounidense de Illinois. En el Censo de 2010 tenía una población de 1931 habitantes y una densidad poblacional de 733,82 personas por km².

## Geografía
Sesser se encuentra ubicada en las coordenadas 38°5′25″N 89°3′3″O / 38.09028, -89.05083. Según la Oficina del Censo de los Estados Unidos, Sesser tiene una superficie total de 2.63 km², de la cual 2.63 km² corresponden a tierra firme y (0.1%) 0 km² es agua.

## Demografía
Según el censo de 2010, había 1931 personas residiendo en Sesser. La densidad de población era de 733,82 hab./km². De los 1931 habitantes, Sesser estaba compuesto por el 96.63% blancos, el 0.16% eran afroamericanos, el 0.31% eran amerindios, el 0.36% eran asiáticos, el 0.05% eran isleños del Pacífico, el 0.41% eran de otras razas y el 2.07% pertenecían a dos o más razas. Del total de la población el 1.4% eran hispanos o latinos de cualquier raza.